# マイコンライフ
マイコンライフ（MICOM LIFE）とは、かつて学習研究社（現・学研ホールディングス）が発行していた日本のコンピュータ関連雑誌。

## 概要
1981年創刊（1981年10月号）。編集内容としては創刊当時は「ビジネス革命の新時代を拓く」というキャッチコピー、また特集記事として「あなたのビジネスをマイコンが変えるって本当だろうか」と銘打って掲載し、ビジネス対象を主軸としたマイコン雑誌であった。しかしPC-8001など、8ビットパソコンがゲームソフトの分野で注目されるようになってからは、ビジネス向けに特化せず、キャッチコピーも「マイコン遊びから活用まで」「パソコン&コミュニケーション」と変遷し、記事もゲームやホビーの要素も増すようになる。
1985年、休刊（1986年1月号、事実上の廃刊）。